# 亞洲野貓
亞洲野貓是亚非野猫的一個亞種，分佈于裡海附近至中國西部和印度西部的廣大地區。高加索山脈將其與歐洲野貓分開。其現存種群數目並未曾得到統計，但據信是處於下降中。雌性亞洲野貓可與家貓交配并生下混血後代，在其分佈區內的一些村莊即有此現象發生。

## 外部鏈接
- IUCN/SSC Cat Specialist Group: Asiatic Wildcat （页面存档备份，存于）